# Mapimita
La mapimita és un mineral de la classe dels fosfats. Rep el nom de la localitat de Mapimí, a Mèxic, on es troba la seva localitat tipus.

## Característiques
La mapimita és un arsenat de fórmula química Zn₂Fe³⁺₃(AsO₄)₃(OH)₄·10H₂O. Va ser aprovada com a espècie vàlida per l'Associació Mineralògica Internacional l'any 1978, sent publicada per primera vegada el 1981. Cristal·litza en el sistema monoclínic. La seva duresa a l'escala de Mohs és 3.
Segons la classificació de Nickel-Strunz, la mapimita pertany a «08.DC: Fosfats, etc, només amb cations de mida mitjana, (OH, etc.):RO₄ = 1:1 i < 2:1» juntament amb els següents minerals: nissonita, eucroïta, legrandita, strashimirita, arthurita, earlshannonita, ojuelaïta, whitmoreïta, cobaltarthurita, bendadaïta, kunatita, kleemanita, bermanita, coralloïta, kovdorskita, ferristrunzita, ferrostrunzita, metavauxita, metavivianita, strunzita, beraunita, gordonita, laueïta, mangangordonita, paravauxita, pseudolaueïta, sigloïta, stewartita, ushkovita, ferrolaueïta, kastningita, maghrebita, nordgauïta, tinticita, vauxita, vantasselita, cacoxenita, gormanita, souzalita, kingita, wavel·lita, allanpringita, kribergita, ogdensburgita, nevadaïta i cloncurryita.
L'exemplar que va servir per a determinar l'espècie, el que es coneix com a material tipus, es troba conservat a la Universitat Pierre i Marie Curie de París (França).

## Formació i jaciments
Va ser descoberta a la mina Ojuela, situadaa al ponle de Mapimí, dins el municipi homònim de l'estat de Durango (Mèxic). També ha estat descrita a la mina Christiana, a Àtica (Grècia). Aquests dos indrets són els únics de tot el planeta on ha estat descrita aquesta espècie mineral.